# Amalie og Anna
|  | Denne artikel er oprettet af botten Steenthbot ud fra en ekstern database. Den kan derfor have sproglige fejl eller mangler. Denne skabelon kan fjernes efter kontrol af indholdet. |

Amalie og Anna er en dansk dokumentarfilm fra 2009 instrueret af Anna Sofie Damsgaard Pedersen og Sofie Amalie Weeke Hervit.